# Francesca di Foix

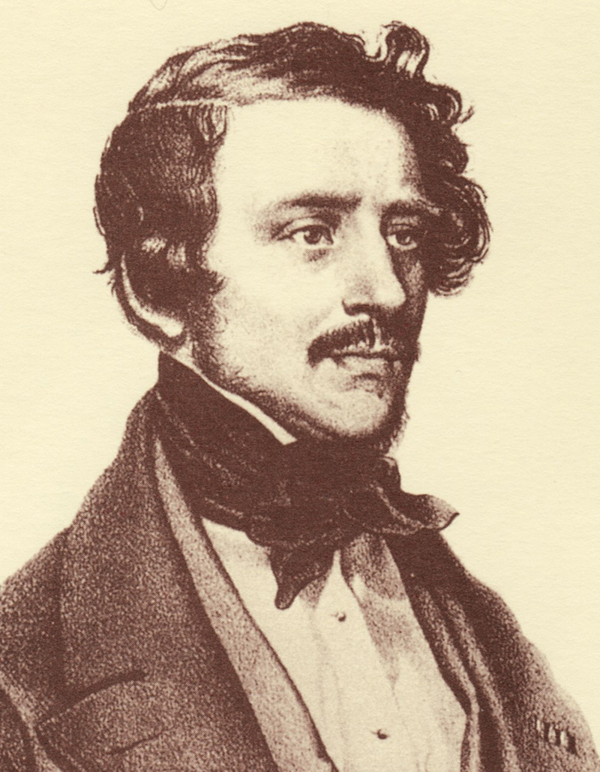
Gaetano Donizetti.

Francesca di Foix är en melodramma giocoso (komisk opera) i en akt med musik av Gaetano Donizetti och libretto av Domenico Gilardoni efter librettot av Jean-Nicolas Bouilly och Emmanuel Mercier-Dupaty till Henri Montan Bertons opéra comique Françoise de Foix, som var inspirerad av Françoise de Foixs levnad.
Operan hade premiär den 30 maj 1831 på Teatro San Carlo i Neapel.

## Uppförandehistorik
Operan är mest känd för att utgöra den musikaliska huvudkällan till flera av Donizettis andra operor, såsom Ugo, conte di Parigi, L'elisir d'amore och Gabriella di Vergy.
I november 2013 gavs operan i London tillsammans med Debussys L'enfant prodigue på Guildhall School of Music.

## Personer
| Roller                     | Stämma    | Premiärbesättning 30 maj 1831 |
| -------------------------- | --------- | ----------------------------- |
| Francesca                  | sopran    | Luigia Boccabadati            |
| Kungen                     | baryton   | Antonio Tamburini             |
| Edmondo                    | kontraalt | Marietta Gioia Tamburini      |
| Greven                     | bas       | Giovanni Campagnoli           |
| Hertigen                   | tenor     | Lorenzo Bonfigli              |
| Riddare, brudfölje, bönder |           |                               |

## Handling
Tid: Medeltiden
Plats: Frankrike
Greven är fast besluten att hålla sin vackra hustru Francesca borta från det franska hovets alla frestelser. Då han är medveten om hovmännens amorösa leverne säger han till dem att hustrun är oförmögen att visa sig offentligt på grund av sin fulhet.
Dessvärre väcker detta kungens intresse och han sänder ut en av hovmännen, hertigen, för att undersöka saken. Om det visar sig att grevinnan är vacker måste han osedd lura henne till hovet. Hertigen lyckas övertala Francesca att återvända till Paris med honom. För att inte erkänna sitt bedrägeri vägrar greven till en början att erkänna vem hon är. För att tvinga greven att erkänna utlyser kungen en turnering där vinnaren ska få gifta sig med Francesca. 
Greven måste nu erkänna sin lögn. Han ljög för kungen och hovet på grund av sin svartsjuka. Efter en stund förlåts han av kungen och greven kan fortsätta att leva tillsammans med sin hustru.